# Adelán (Marruecos)
Adelán (en árabe: أدلدال‎, en francés: Adeldal) es una localidad marroquí perteneciente al municipio de Talambot, en la región de Tánger-Tetuán-Alhucemas. Desde 1912 hasta 1956 perteneció a la zona norte del Protectorado español de Marruecos.